# Coppa Italia 2021-2022 (hockey su pista)
La Coppa Italia 2021-2022 è stata la 52ª edizione della principale coppa nazionale italiana di hockey su pista. La competizione ha avuto luogo con la formula del torneo a eliminazione diretta dal 9 marzo al 17 aprile 2022; le semifinali e la finale si sono disputate presso il PalaForte di Forte dei Marmi.
Il trofeo è stato conquistato dal Sarzana per la prima volta nella sua storia.

## Squadre partecipanti
| Qualificazione                                   | Club            |
| ------------------------------------------------ | --------------- |
| 1ª classificata in Serie A1 nel girone di andata | Trissino        |
| 2ª classificata in Serie A1 nel girone di andata | Forte dei Marmi |
| 3ª classificata in Serie A1 nel girone di andata | Follonica       |
| 4ª classificata in Serie A1 nel girone di andata | Amatori Lodi    |
| 5ª classificata in Serie A1 nel girone di andata | Vercelli        |
| 6ª classificata in Serie A1 nel girone di andata | Grosseto        |
| 7ª classificata in Serie A1 nel girone di andata | Bassano         |
| 8ª classificata in Serie A1 nel girone di andata | Sarzana         |

## Risultati

### Tabellone
|  | Quarti di finale | Quarti di finale | Quarti di finale |                 |              | Semifinali      | Semifinali | Semifinali |  |  | Finale | Finale  | Finale |
|  |                  |                  |                  |                 |              |                 |            |            |  |  |        |         |        |
|  | 1                | Trissino         | 3                |                 |              |                 |            |            |  |  |        |         |        |
|  | 8                | Sarzana          | 4                |                 |              |                 |            |            |  |  |        |         |        |
|  | 8                | Sarzana          | 4                |                 | 8            | Sarzana         | 7          |            |  |  |        |         |        |
|  |                  |                  |                  |                 | 8            | Sarzana         | 7          |            |  |  |        |         |        |
|  |                  | 4                | Amatori Lodi     | 3               |              |                 |            |            |  |  |        |         |        |
|  | 4                | 4                | Amatori Lodi     | 3               | Amatori Lodi | 5               |            |            |  |  |        |         |        |
|  | 4                |                  |                  |                 | Amatori Lodi | 5               |            |            |  |  |        |         |        |
|  | 5                | Vercelli         | 2                |                 |              |                 |            |            |  |  |        |         |        |
|  |                  |                  |                  |                 |              |                 |            |            |  |  | 8      | Sarzana | 3      |
|  |                  |                  | 2                | Forte dei Marmi | 2            |                 |            |            |  |  |        |         |        |
|  | 2                | Forte dei Marmi  | 6                |                 |              |                 |            |            |  |  |        |         |        |
|  | 7                | Bassano          | 0                |                 |              |                 |            |            |  |  |        |         |        |
|  | 7                | Bassano          | 0                |                 | 2            | Forte dei Marmi | 2          |            |  |  |        |         |        |
|  |                  |                  |                  |                 | 2            | Forte dei Marmi | 2          |            |  |  |        |         |        |
|  |                  | 3                | Follonica        | 1               |              |                 |            |            |  |  |        |         |        |
|  | 3                | 3                | Follonica        | 1               | Follonica    | 5               |            |            |  |  |        |         |        |
|  | 3                |                  |                  |                 | Follonica    | 5               |            |            |  |  |        |         |        |
|  | 6                | Grosseto         | 2                |                 |              |                 |            |            |  |  |        |         |        |

### Quarti di finale
| Arbitri: | Ferrari (Viareggio) Silecchia (Giovinazzo) |

|                                               |            |                                                       |
| Ipiñazar 22'36" García 45'28" Malagoli 49'34" | Marcatori  | 6'07" Nájera 18'00" J. Galbàs 19'43" 56'36" P. Galbàs |
| A. Bertolucci                                 | Allenatori | M. Bertolucci                                         |

| Arbitri: | Carmazzi (Viareggio) Galoppi (Follonica) |

|                                                                |            |                        |
| Torner 1'45" 36'48" Greco 26'20" Barbieri 39'31" Méndez 49'11" | Marcatori  | 4'36" 21'34" Tataranni |
| Bresciani                                                      | Allenatori | Punset                 |

| Arbitri: | Fronte (Novara) Rondina (Vercelli) |

|                                                             |            |       |
| Gil 4'50" 5'43" 30'13" Xavi Rubio 16'41" Gual 37'45" 47'37" | Marcatori  |       |
| Martini                                                     | Allenatori | Nunes |

| Arbitri: | Barbarisi (Salerno) Davoli (Modena) |

|                                                                |            |                               |
| F. Banini 9'29" 39'06" Montigel 19'20" 19'38" D. Banini 44'07" | Marcatori  | 18'14" Cabella 49'45" Franchi |
| Sérgio Silva                                                   | Allenatori | F. Paghi                      |

### Semifinali
| Arbitri: | Fronte (Novara) Molli (Viareggio) |

|                                                                       |            |                                            |
| Nájera 3'52" 36'36" 54'04" Rossi 6'06" P. Galbàs 51'46" 52'55" 56'10" | Marcatori  | 4'01" Méndez 14'36" Barbieri 48'00" Torner |
| M. Bertolucci                                                         | Allenatori | Bresciani                                  |

| Arbitri: | Eccelsi (Novara) Ferraro (Bassano del Grappa) |

|                         |            |                  |
| Festa 11'08" Gil 46'51" | Marcatori  | 12'57" F. Banini |
| Martini                 | Allenatori | Sérgio Silva     |

### Finale
| Arbitri: | Eccelsi (Novara) Fronte (Novara) |

|                                |           |                              |
| J. Galbàs 16'23" 24'12" 57'13" | Marcatori | 6'31" Gual 28'37" Xavi Rubio |

| Sarzana          |    |                       |
|                  |    |                       |
| P                | 10 | Simone Corona         |
| E                | 5  | Pol Galbàs            |
| E                | 7  | Pablo Nájera          |
| E                | 55 | Joan Galbàs           |
| E                | 57 | Francesco Rossi       |
| E                | 9  | Matteo Cardella       |
| E                | 11 | Davide Borsi          |
| E                | 19 | Ernest Cinquini       |
| E                | 88 | Francesco De Rinaldis |
| P                | 58 | Alessio Bianchi       |
| Allenatore:      |    |                       |
| Mirko Bertolucci |    |                       |

| Forte dei Marmi    |    |                     |
|                    |    |                     |
| P                  | 22 | Riccardo Gnata      |
| E                  | 3  | Marc Gual           |
| E                  | 9  | Pedro Gil Gómez     |
| E                  | 10 | Domenico Illuzzi    |
| E                  | 17 | Xavier Rubio        |
| E                  | 4  | Lorenzo Giovannetti |
| E                  | 7  | Sergio Festa        |
| E                  | 21 | Giacomo Maremmani   |
| E                  | 26 | Elia Cinquini       |
| P                  | 74 | Leonardo Bertozzi   |
| Allenatore:        |    |                     |
| Alessandro Martini |    |                     |